# 喬利山
66°40′S 140°1′E / 66.667°S 140.017°E
喬利山（Mount Joli），是南極洲的山峰，位於阿黛利地，處於地質學群島的佩特雷爾島東北岸，海拔高度38米，在1951年由法國探險隊繪入地圖，現時由南極條約體系管理。